# Albertinia brasiliensis
 Albertinia brasiliensis  Spreng., 1821 è una pianta angiosperma dicotiledone della famiglia delle Asteraceae. Albertinia brasiliensis è anche l'unica specie del genere Albertinia  Spreng., 1821.

## Etimologia
Il nome scientifico della specie è stato definito per la prima volta dal botanico Curt Polycarp Joachim Sprengel (1766-1833) nella pubblicazione " Neue Entdeckungen im ganzen Umfang der Pflanzenkunde. Leipzig" ( Neue Entdeck. Pflanzenk. 2: 133) del 1821. Il nome scientifico del genere è stato definito per la prima volta nella stessa pubblicazione.

## Descrizione

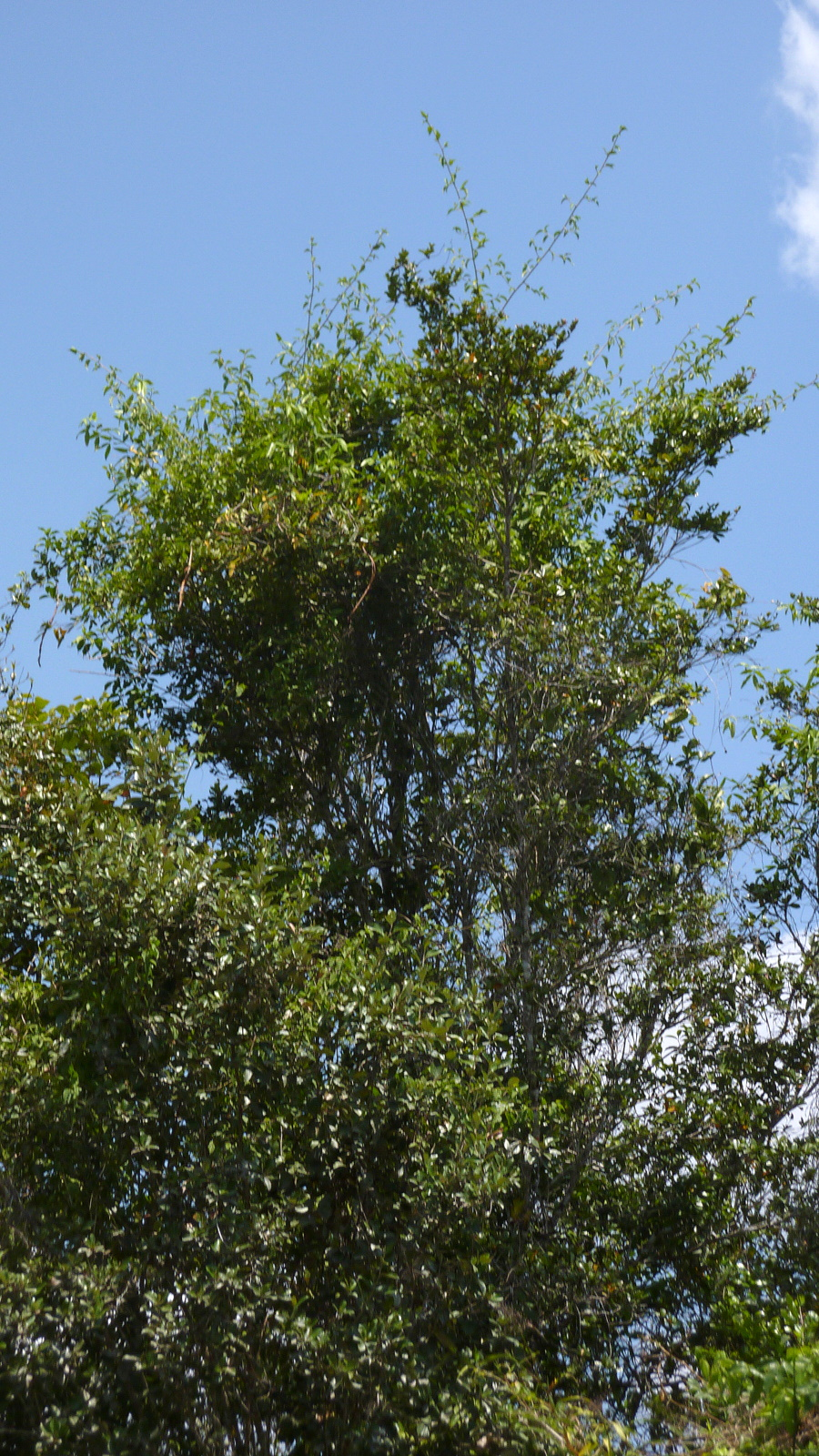
Il portamento

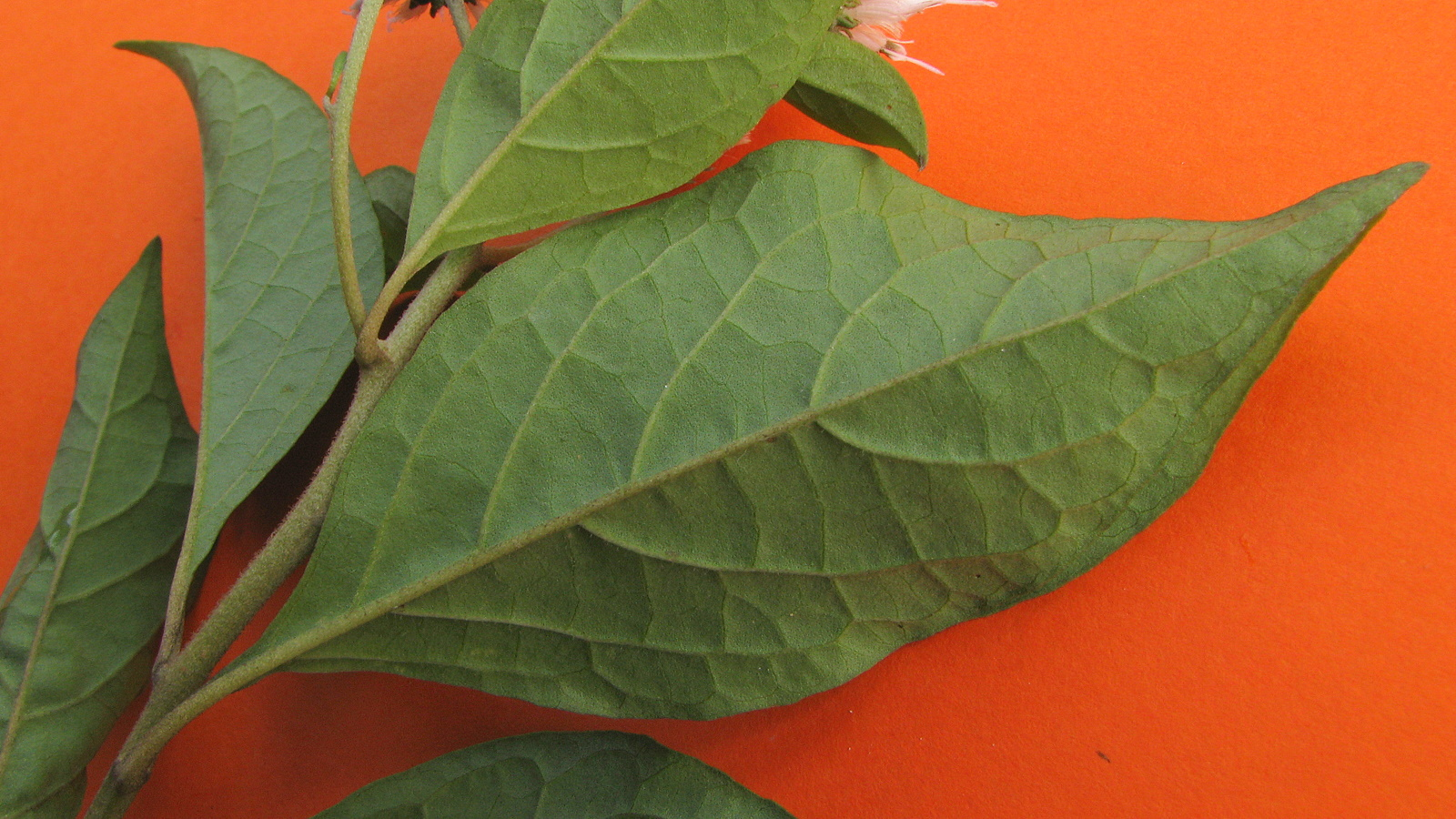
Le foglie

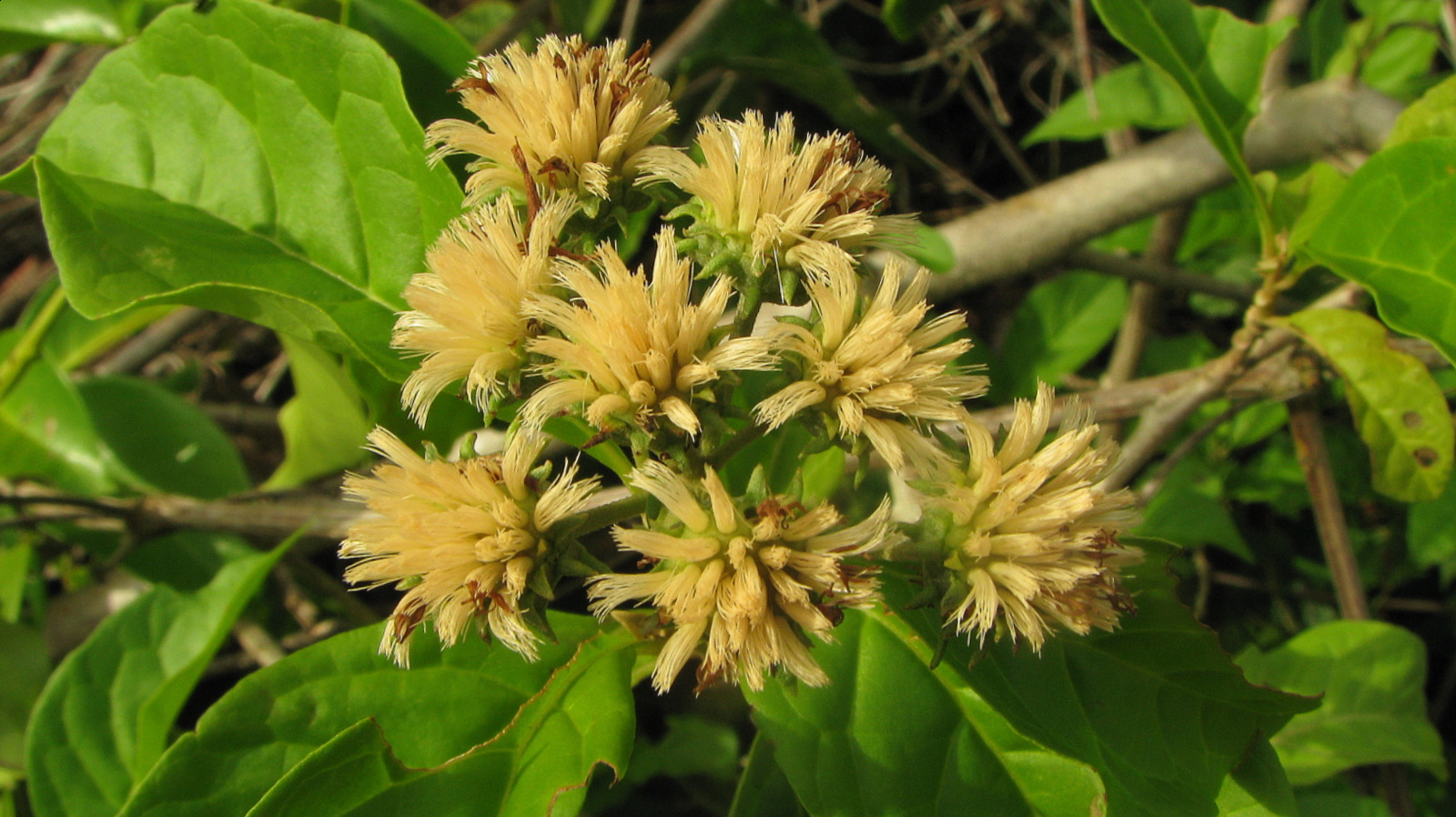
Infiorescenza

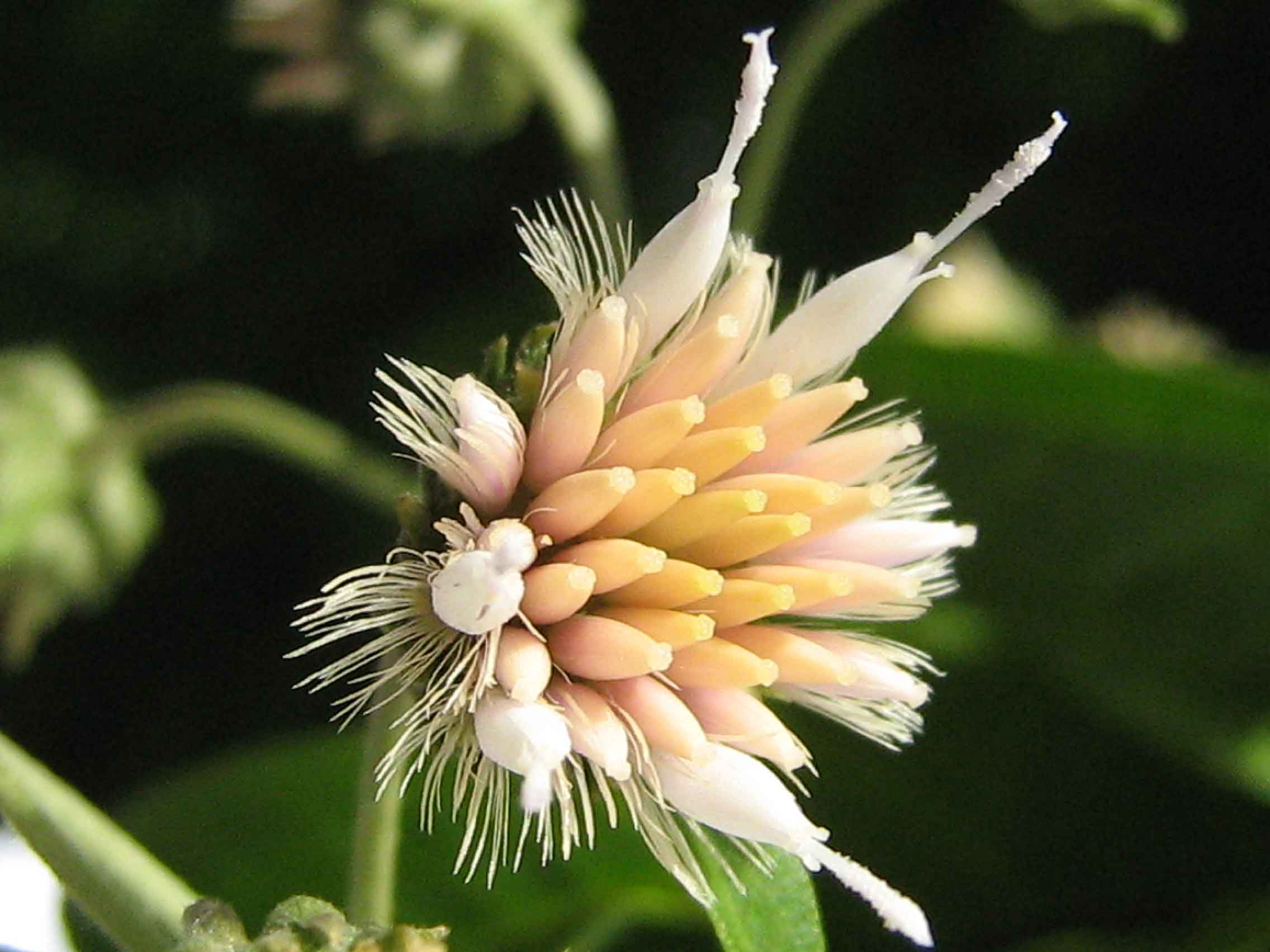
I fiori

Le specie di questa voce sono delle piante con cicli biologici perenni con habitus di tipo arbustivo o piccolo-arboreo con fusti scarsamente ramificati. L'indumento è pubescente per tricomi a forma di T con gambi multicellulari e braccia allungate. Gli organi interni di queste piante contengono lattoni sesquiterpenici.
Le foglie lungo il caule sono disposte in modo alterno con un breve picciolo senza guaina. La forma è intera e per lo più lanceolata con apici acuti e base attenuata. I margini generalmente sono interi e piatti (non revoluti). Le venature sono pennate. L'indumento delle foglie consiste in peli simmetrici a forma di "T" con lunghi bracci. La consistenza è cartacea; il colore è verde pallido.
Le infiorescenze, ascellari, sono formate da capolini peduncolati, singoli o raggruppati liberamente in pannocchie. I capolini sono composti da un involucro formato campanulata da 55 - 60 brattee embricate su 4 - 5 serie che fanno da protezione al ricettacolo sul quale s'inseriscono i fiori tubulosi. Le brattee sono persistenti è pubescenti. Il ricettacolo, profondamente alveolato, normalmente è nudo (senza pagliette).
I fiori, da 6 a 12 per capolino, sono tetra-ciclici (ossia sono presenti 4 verticilli: calice – corolla – androceo – gineceo) e pentameri (ogni verticillo ha in genere 5 elementi). I fiori sono inoltre ermafroditi e actinomorfi (raramente possono essere zigomorfi).
- Formula fiorale:

*/x K {\displaystyle \infty }, [C (5), A (5)], G 2 (infero), achenio
- Calice: i sepali del calice sono ridotti ad una coroncina di squame.
- Corolla: le corolle sono formate da un lungo tubo terminante in 5 lobi; il colore è cremoso-biancastro; la superficie può essere sia pubescente che glabra; gli apici dei lobi sono glabri.
- Androceo: gli stami sono 5 con filamenti liberi e distinti, mentre le antere sono saldate in un manicotto (o tubo) circondante lo stilo.[12] Le antere, sagittate, sprovviste di ghiandole e speronate, hanno la base arrotondata; le appendici apicali in genere sono glabre e indurite. Il polline è tricolporato (con tre aperture sia di tipo a fessura che tipo isodiametrica o poro), echinato (con punte) e non "lophato".[13]
- Gineceo: lo stilo è filiforme e provvisto di un nodo basale. Gli stigmi dello stilo sono due divergenti con la superficie stigmatica posizionata internamente (vicino alla base). La pubescenza è del tipo a spazzola con peli ampiamente appuntiti.[14] L'ovario è infero uniloculare formato da 2 carpelli.

I frutti sono degli acheni con pappo. Gli acheni, a forma più o meno cilindrica, hanno 10 coste con la superficie pubescente. All'interno si può trovare del tessuto di tipo idioblasto e rafidi di tipo subquadrato; raramente è presente il tessuto tipo fitomelanina. Il "carpopodium" (carpoforo) è prominente. Il pappo, biseriato, è formato da setole capillari fulve a base allargata; la serie esterna è più corta di quella interna (setosa).

## Biologia
- Impollinazione: l'impollinazione avviene tramite insetti (impollinazione entomogama tramite farfalle diurne e notturne).
- Riproduzione: la fecondazione avviene fondamentalmente tramite l'impollinazione dei fiori (vedi sopra).
- Dispersione: i semi (gli acheni) cadendo a terra sono successivamente dispersi soprattutto da insetti tipo formiche (disseminazione mirmecoria). In questo tipo di piante avviene anche un altro tipo di dispersione: zoocoria. Infatti gli uncini delle brattee dell'involucro si agganciano ai peli degli animali di passaggio disperdendo così anche su lunghe distanze i semi della pianta.

## Distribuzione e habitat
La distribuzione delle piante di questa voce è relativa al Brasile.

## Tassonomia
La famiglia di appartenenza di questa voce (Asteraceae o Compositae, nomen conservandum) probabilmente originaria del Sud America, è la più numerosa del mondo vegetale, comprende oltre 23.000 specie distribuite su 1.535 generi, oppure 22.750 specie e 1.530 generi secondo altre fonti (una delle checklist più aggiornata elenca fino a 1.679 generi). La famiglia attualmente (2021) è divisa in 16 sottofamiglie.

### Filogenesi
Le specie di questo gruppo appartengono alla sottotribù Lychnophorinae descritta all'interno della tribù Vernonieae Cass. della sottofamiglia Vernonioideae Lindl.. Questa classificazione è stata ottenuta ultimamente con le analisi del DNA delle varie specie del gruppo. Da un punto di vista filogenetico in base alle ultime analisi sul DNA la tribù Vernonieae è risultata divisa in due grandi cladi: Muovo Mondo e Vecchio Mondo. I generi di Lychnophorinae appartengono al clade relativo all'America.
La sottotribù, e quindi i suoi generi, si distingue per i seguenti caratteri:
- le infiorescenze raramente sono spicate (a forma di spiga);
- i capolini in genere sono grandi;
- le corolle sono prive di ghiandole stipitate;
- il polline non è "lophato";
- negli acheni sono sempre presenti i rafidi di tipo subquadrato.

In precedenza la tribù Vernonieae, e quindi la sottotribù (Lychnophorinae) di questo genere, era descritta all'interno della sottofamiglia Cichorioideae. Il genere di questa voce in passato era descritto nella sottotribù Vernoniinae. Nell'ambito della tribù, Lychnophorinae occupa, da un punto di vista filogenetico, una posizione vicina al "core" (si è evoluta tardivamente rispetto alle altre sottotribù) ed è vicina alle sottotribù Vernoninae e Chrestinae. Questo genere, nella filogenesi della sottotribù, rappresenta una delle prime diversificazioni del gruppo (occupa quindi una posizione "basale") ed è vicino ai generi Centratherum Cass., Blanchetia DC. e Gorceixia Baker.
I caratteri distintivi per le specie di questo genere ( Albertinia) sono:
- il ricettacolo è profondamente alveolato e racchiude in parte l'achenio;
- lo stilo è provvisto di un nodo basale (unico caso del gruppo);
- l'indumento delle foglie consiste in peli simmetrici a forma di "T" con lunghi bracci.

### Sinonimi
Sono elencati alcuni sinonimi per questa entità:
- Albertinia martii Colla
- Symblomeria baldwiniana  Nutt.
- Vernonia brasiliensis  (Spreng.) Less.
- Vernonia platycephala  Gardner

Il seguente sinonimo è relativo al genere di questa voce:
- Symblomeria Nutt.